# Saint-Caprais (Gers)
Saint-Caprais é uma comuna francesa na região administrativa de Occitânia, no departamento de Gers. Estende-se por uma área de 7,89 km². Em 2010 a comuna tinha 144 habitantes (densidade: 18,3 hab./km²).